# Goro – bílý pes
Goro – bílý pes (původní japonský název - 黄金の犬 - Ógon no inu - Zlatý pes) je japonský televizní seriál, natočený podle dvoudílného stejnojmenného románu spisovatele Džukó Nišimury z let 1978 a 1979.
Devítidílný seriál se vysílal v japonské televizi v polovině roku 1980 a v roce 2010 byl v Japonsku vydán na čtyřech DVD.
Seriál má vyšší ambice než jen zaujmout poutavým příběhem. Od samého začátku je protkán množstvím informací o životě psů, o japonských ostrovech, horách, městech, a aniž by to děj jakkoliv narušovalo, často přechází téměř až do formátu cestopisného snímku.
Podle původního románu byl v roce 1979 natočen také stejnojmenný hraný film, s jiným hereckým obsazením a ve výrazně akčnější podobě. V roce 1991 vyrobila na motivy románu TV Asahi televizní film a v roce 2001 vznikl další film v TV Tokyo, oba opět pod stejným názvem.

## Příběh
Reiko, školačka z tokijské čtvrti Čófu (調布), žije po smrti své matky s otcem a psem Goro, kterého dostala jako malé nalezené štěně. Jednoho dne se její tatínek rozhodne odjet s Gorem za svým přítelem na lov medvěda na sever ostrova Hokkaidó. Při lovu zahyne a Reiko si uvědomuje, že jedinou spojnicí s její bývalou rodinou zůstal věrný Goro, který však bloudí v horách na severu země. Rozhodne se ho najít.
V té době uprchne v blízkosti hor z policejního transportu Kódži Nišihara, odsouzený za vraždu a neúmyslně zapletený do nelegálních obchodů vlivného politika. Snaží se dostat na jih ostrova Hokkaidó, aby získal svědectví o své nevině. Svědek, na kterého spoléhal, je však také zavražděn. Před svojí smrtí ale náhodou najde vysíleného Gora, a jelikož tuší, že mu jde o život, ukryje mikrofilm prokazující nelegální obchody a současně Nišiharovu nevinu, do jeho obojku.
Politik Tózawa, který z nelegálních obchodů profituje, zařídí, aby po nepohodlném svědkovi Nišiharovi začal pátrat elitní detektiv Jasutaka ze Sappora. Zároveň však zjišťuje, že se nepodařilo zničit nebezpečný mikrofilm.
Goro, vedený svým instinktem, utíká na jih, protože ví, že tím směrem leží jeho domov. Mezitím ho na Hokkaidó přijede hledat Reiko, ale už jen zjišťuje, že se vydal na 1400 kilometrů dlouhou cestu sám.
Spouští se dlouhý řetěz událostí a příhod, kdy se cestou po Japonsku Gora snaží za každou cenu dostihnout Reiko, uprchlík Nišihara, skupina zločinců politika Tózawy a také detektiv Jasutaka...

## Hlavní role v seriálu
Český dabing používal u ženských příjmení přechylování s koncovkou -ová. V tabulce jsou uvedena příjmení v původní, nepřechýlené podobě.
| Postava                                      | Obsazení                       | Český dabing         |
| -------------------------------------------- | ------------------------------ | -------------------- |
| pes Goro (ゴロ)                              | pes Aoi Rjú (あおい龍)         |                      |
| Reiko Kitamori (北森礼子)                    | Masami Hasegawa (長谷川真砂美) | Jitka Molavcová      |
| tatínek Reiko, Kazušige Kitamori (北森数重)  | Tošiaki Amada (天田俊明)       | Jaroslav Kepka       |
| uprchlík Kódži Nišihara (西原耕司)           | Tošija Itó (伊藤敏八)          | Petr Štěpánek        |
| detektiv Norijuki Jasutaka (安高則行)        | Jósuke Nacuki (夏木陽介)       | Alois Švehlík        |
| poslanec Jóiči Tózawa (遠沢要一)             | Isao Jamagata (山形勲)         | Jiří Holý            |
| zločinec Rjóiči Tanuma (田沼良一)            | Gen Kimura (木村元)            | Pavel Trávníček      |
| zavražděný svědek Jukiči Nagajama (永山勇吉) | Goiči Jamada (山田吾一)        | Svatopluk Skládal    |
| studentka Satomi Hiraoka (平岡里美)          | Jóko Akija (秋谷陽子)          | Gabriela Osvaldová   |
| nemocné děvče Kjóko Katase (片瀬京子)        | Ičige Jošie (市毛良枝)         | Milena Steinmasslová |
| bratr Kjóko, Šinro Katase                    | Nagai Hidekazu (永井秀和)      | Otakar Brousek ml.   |
| hlas vypravěče                               | Tacuja Jó (城達也)             | Jan Faltýnek         |

## Hudba k seriálu
Hudbu složil skladatel Tošijuki Kimori. Titulní skladbu Až do konce snu (この夢の果てまで - Kono jume no hate made), resp. v anglické verzi Yesterday is gone, otextoval Rjó Šódži. Nazpívala ji populární japonská zpěvačka Patty (パティ).
Skladba byla vydána roku 1980 na singlu Yesterday is gone. V roce 2003 se objevila na CD Patty Best.
V roce 1984 vyšel soundtrack společný pro tři tehdejší japonské seriály o psech. Goro – bílý pes byl zastoupen sedmi skladbami, z toho tři byly různé verze titulní písně.

## Česká verze seriálu
Dialogy přeložila v roce 1982 japanoložka Věnceslava Hrdličková. České znění připravil režisér Miroslav Kratochvíl. Československá televize seriál uvedla poprvé v září a říjnu 1983 a poté ho díky ohlasu diváků ještě několikrát zopakovala - v letech 1985, 1990 a naposledy v roce 1994. Česká televize má nadabovanou kopii seriálu stále k dispozici a další odvysílání není vyloučeno.
V Československé televizi vznikla později také česká verze titulní skladby. Pod názvem Goro, bílý pes (Golden Dog) ji nazpívala Radmila Horáková, text složil Jiří Chalupa. Skladba vyšla v roce 1991 na desce Písničky z Rosy. Tato píseň nebyla v seriálu nikdy použita, vysílán byl vždy s originální japonsko-anglickou skladbou.
Česká verze seriálu byla částečně modifikována. Měla upravenou úvodní znělku a některé scény byly vystřiženy.
Zatímco v Japonsku mají o filmu povědomí spíše filmoví znalci a seriál si nepamatuje téměř nikdo, v tehdejším Československu svojí popularitou Japonsko výrazně překonal[zdroj?].

## Zajímavosti
- Goro je zjednodušená verze tradičního japonského jména Goró (五郎), které znamená „pátý syn“.
- Pes Goro je japonský špic Kišú-inu (FCI standard č. 318). Tato rasa je výborným loveckým psem, vytrvalým a milým k lidem. V Japonsku má toto plemeno statut národní památky. Kromě bílé bývá též červené nebo sezamové barvy.
- Představitel Gora, pes Aoi Rjú (あおい龍 - Modrý drak), si zahrál ještě několikrát. Mimo jiné v roce 1981 v hlavní psí roli ve 13dílném japonském TV seriálu Ohnivý pes (炎の犬 - Honó no inu). Tento seriál měl až nápadně podobnou dějovou linii i provedení jako Goro – bílý pes.
- V původním příběhu i ve všech verzích filmu měla rodina Reiko jméno Kitamamoru (北守). Pouze pro účely seriálu bylo zkráceno na Kitamori (北森). Obě příjmení jsou v Japonsku běžná.
- Ačkoliv byly v české verzi jednotlivé epizody pouze očíslované, v japonské verzi měla každá svůj název.
- Příběhy o psech jsou v Japonsku velmi oblíbené, proto i původní román vyšel několikrát v knižní podobě, v souhrnném rozsahu obou dílů kolem 400 stran. Jeho poslední vydání bylo roku 2012 ve formě e-booku.